# ドラゴンボールZ ブッチギリマッチ
『ドラゴンボールZ ブッチギリマッチ』(DRAGON BALL Z BUCCHIGIRI MATCH)は、バンダイナムコエンターテインメント（BNEI）より2018年5月16日にenzaにて配信したPC・およびスマートフォン向けの対戦型ブラウザゲーム。2020年3月16日にサービス終了した。基本プレイ無料でアイテム課金が存在する。
開発、運営はBNEIとドリコムの合弁会社・BXDが行う。

## 概要
鳥山明の漫画『ドラゴンボール』を題材にした対戦ゲーム。HTML5を活用することでブラウザゲームでありながらアプリ並の表現力を持つ。
ドラゴンボールのキャラクターで自分だけのデッキを構築し、プレイヤーVSプレイヤーでバトルをするリアルタイム対戦ゲーム。
配信前の2018年5月10日の時点で事前登録者数が70万人を突破。
2018年5月16日より、一部機能を制限した「プレオープン」として配信開始、2018年7月25日より「グランドオープン」として配信開始した。
また、公式サポーターとしてサッカー・Jリーグ選手の長友佑都が就任しており、テレビCM「部室篇A」「部室篇B」も放映された。

## 遊び方
デッキは1～8のアタックランク（AR）を持つ8枚で構成される。組んだデッキから選ばれる2人の手札のうちのどちらかを選択し、ARの大小で相手とバトルを行う。ARが高い方がアタック権を得ることができ、アタックするカードのBP分のダメージを相手に与えることができる。この流れを毎ターン行い、先に相手のライフを0にする、または20ターンが経過した時点でライフの多い方が勝者となる。

## 主な登場キャラクター
150種類以上の戦士が登場する。
- 孫悟空（少年期）
- 孫悟空（青年期）
- 孫悟飯
- クリリン
- ピッコロ
- ベジータ
- トランクス
- ミスター・サタン
- ザーボン
- ドドリア
- ギニュー
- リクーム
- バータ
- ジース
- グルド
- フリーザ（第一形態）
- フリーザ（最終形態）